# Asplenium bulbiferum
Asplenium bulbiferum là một loài thực vật có mạch trong họ Aspleniaceae. Loài này được G. Forst. miêu tả khoa học đầu tiên năm 1786.

## Hình ảnh

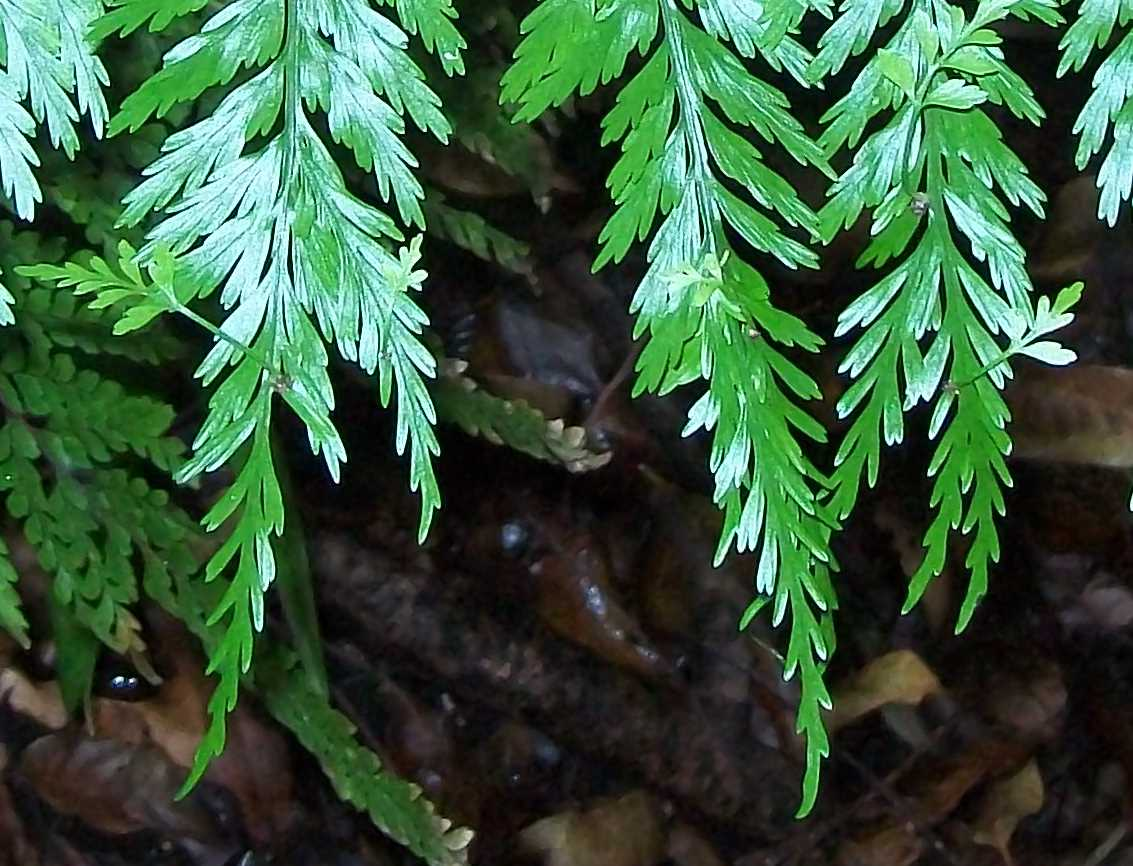
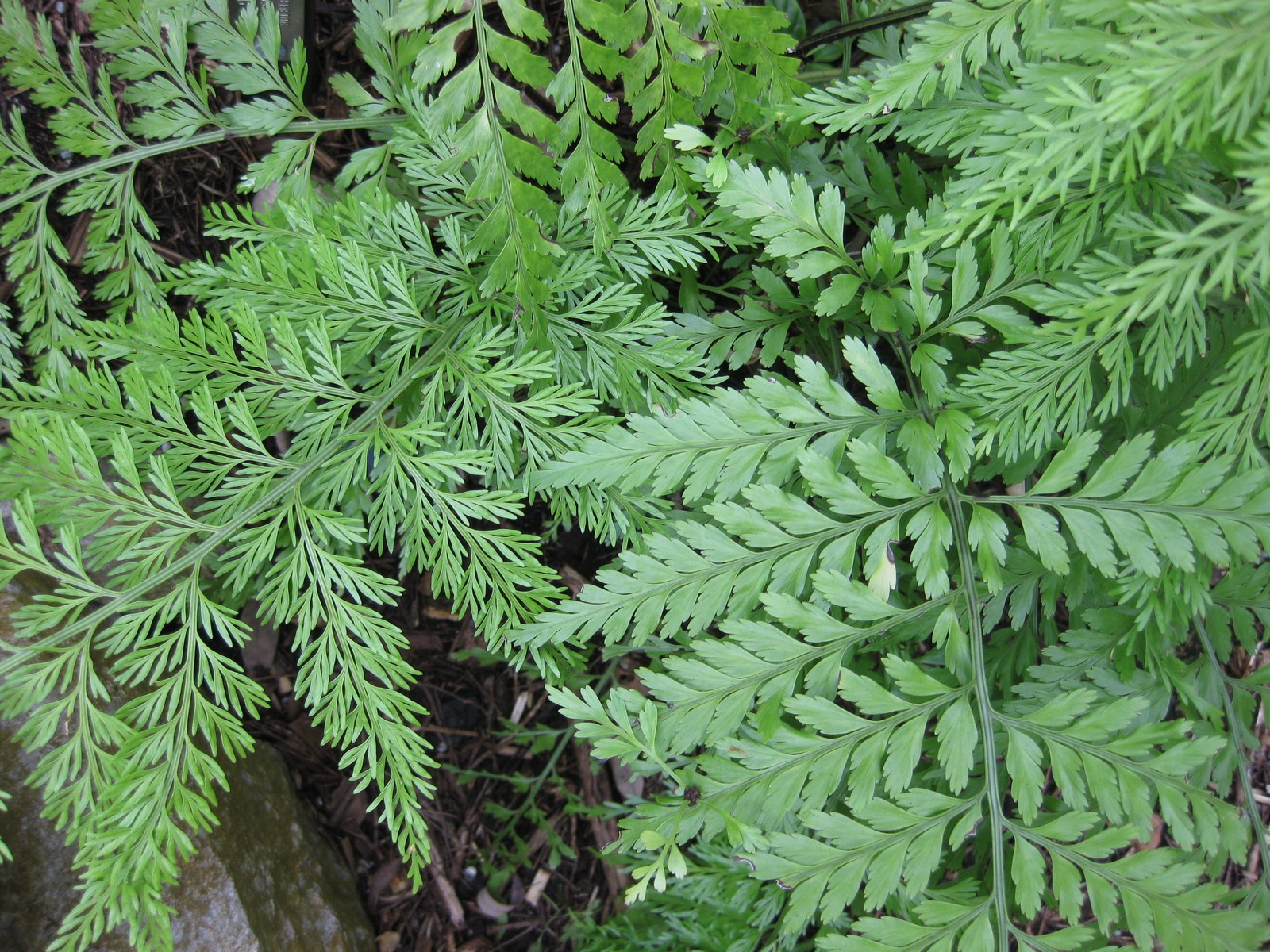
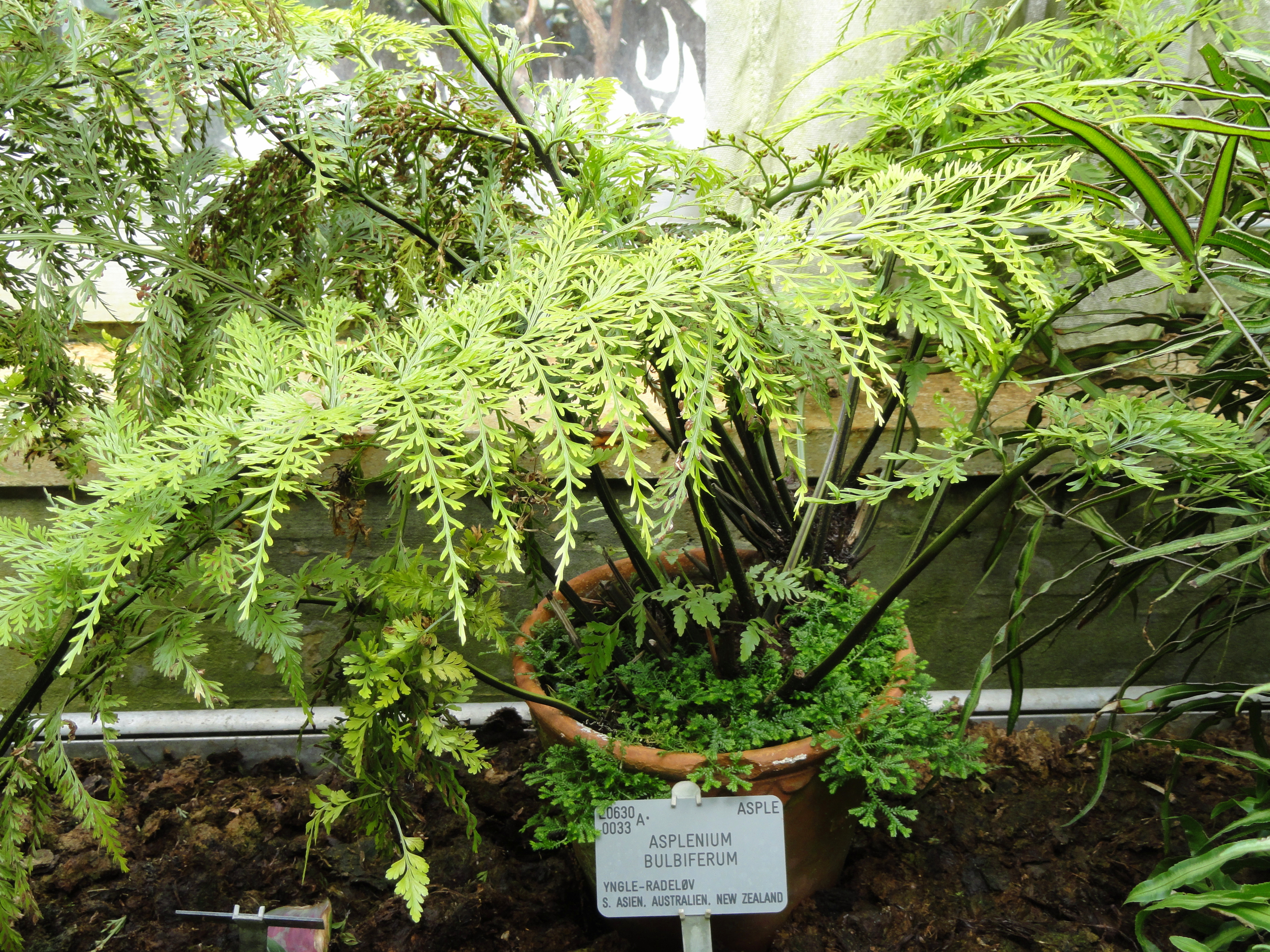
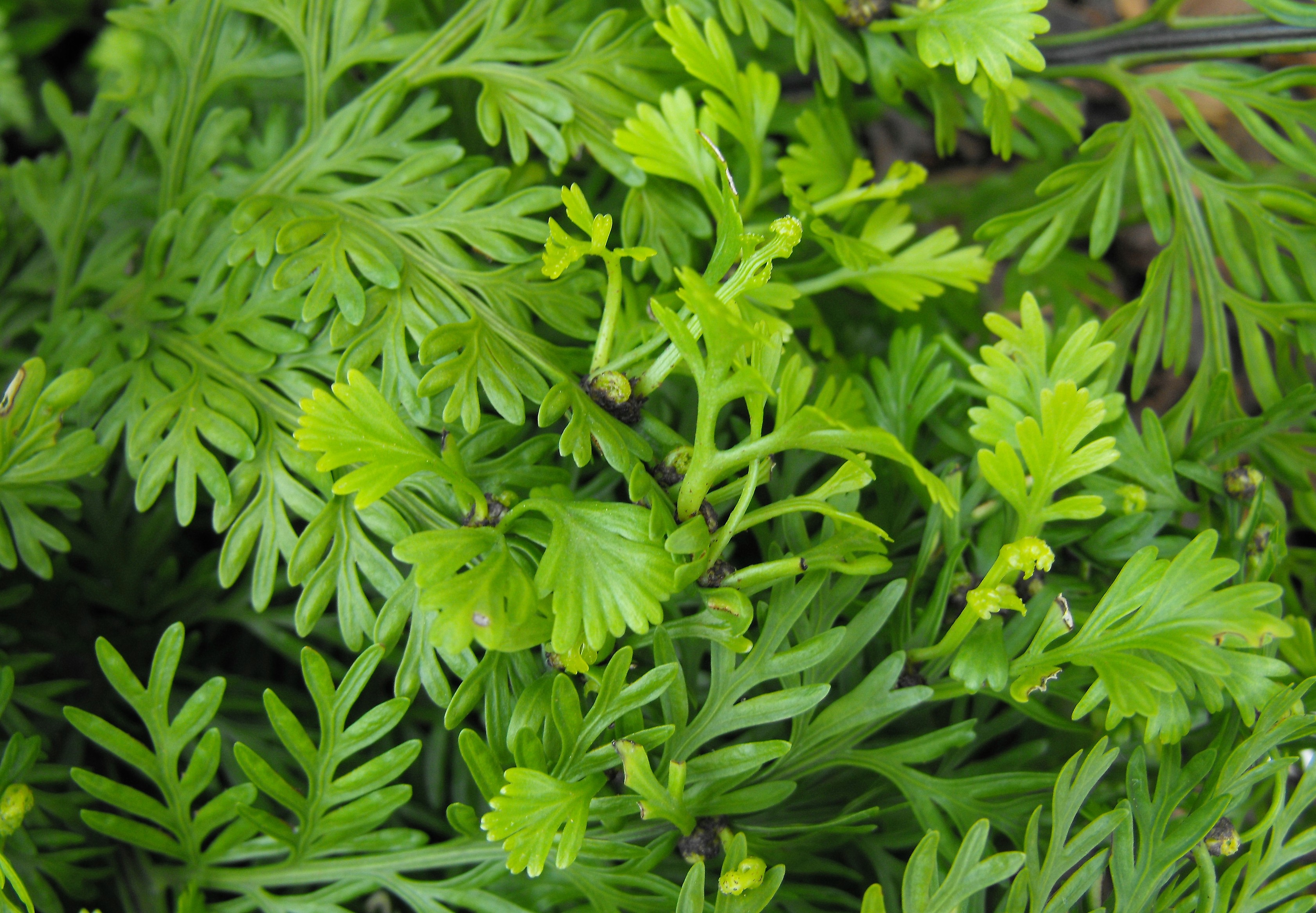